# Tennis Masters Cup 2004
La Tennis Masters Cup 2004 è stato un torneo di tennis giocato sul cemento. 
È stata la 35ª edizione del torneo di singolare di fine anno, 
la 30ª edizione del torneo di doppio di fine anno e parte dell'ATP Tour 2004. 
Si è giocato al Westside Tennis Club di Houston negli Stati Uniti, dal 13 al 21 novembre 2004.

## Campioni

### Singolare
Roger Federer ha battuto in finale  Lleyton Hewitt con il punteggio di 6–3, 6–2

### Doppio
Bob Bryan /  Mike Bryan hanno battuto in finale  Wayne Black /  Kevin Ullyett con il punteggio di 4–6, 7–5, 6–4, 6–2